# Benidoleig
Benidoleig – gmina w Hiszpanii, w prowincji Alicante, we wspólnocie autonomicznej Walencja, o powierzchni 7,49 km². W 2011 roku liczyła 1315 mieszkańców.
Gospodarka zależy od rolnictwa, a najbardziej rozpowszechnioną uprawą są owoce cytrusowe; Ważna jest również produkcja rodzynek do misteli.